# New Found Glory
New Found Glory ist eine amerikanische Punk-Band, die ursprünglich aus Coral Springs, Florida stammt und mittlerweile in Kalifornien beheimatet ist.

## Bandgeschichte

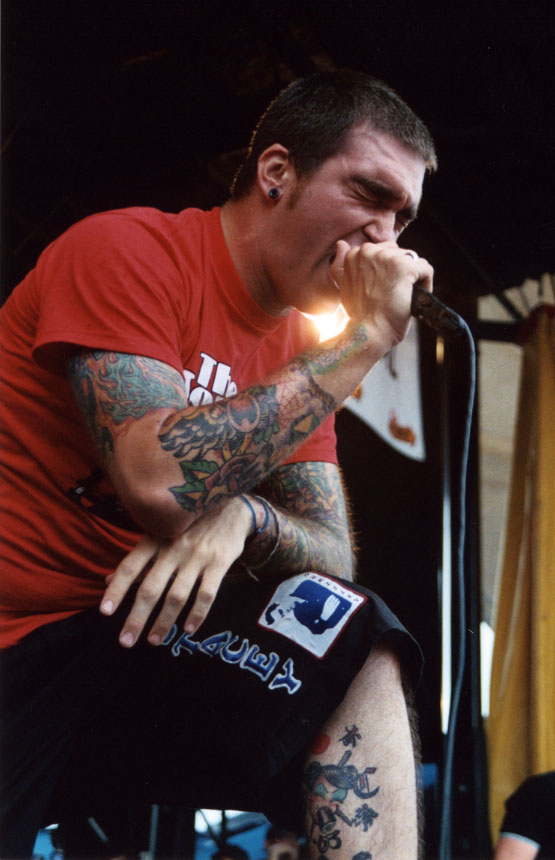
Jordan Pundik (2004)

Die Band wurde Mitte 1997 unter dem Namen „A New Found Glory“ gegründet und nahm bereits im Juni desselben Jahres die EP It’s All About the Girls beim Label Fiddler Records auf. Da sich die Gruppe durch den Gewinn des Slammie Awards als beste Newcomerband Floridas sowie ihre Auftritte einen gewissen Bekanntheitsgrad verschaffen konnte, war diese erste Pressung bald ausverkauft und sie hatte bereits eine wachsende Fangemeinde. Ihr erstes Album wurde später bei Eulogy Recordings veröffentlicht und ihre nächste EP mit dem Namen From the Screen to Your Stereo 1999 bei Drive-Thru Records. Danach wechselte die Band noch zum Label MCA, bei dem sie ihr selbstbetiteltes Album New Found Glory aufnahm. Die erste Singleauskopplung Hit or Miss schaffte es bis auf Platz 15 der Billboard Modern Rock Tracks. 
2001 begleitete New Found Glory Blink-182 auf deren Tournee als Vorgruppe und war bei der Warped Tour dabei.
Der Durchbruch folgte mit dem 2002 veröffentlichten Album Sticks and Stones, das sich allein in der ersten Woche über 91.000 mal verkaufte und auf Platz 4 der US-Album-Charts einstieg. Ausgekoppelt wurden die Lieder My Friends Over You, das Platz 2 der Modern Rock Tracks, Platz 85 der US-Single-Charts und Platz 30 der UK-Charts erreichte, und Head on Collision, das auf Platz 64 im Vereinigten Königreich kam.
2002 und 2004 war New Found Glory Headliner der Warped Tour.
Die Single All Down Hill from Here vom dritten Album Catalyst wurde im Mai 2004 veröffentlicht. Das Album war noch erfolgreicher als sein Vorgänger und wurde in der ersten Woche 146.000 mal verkauft. In den US-Charts stieg die Platte auf Platz 3. 
Am 12. September 2006 wurde das Album Coming Home veröffentlicht, das von Thom Panunzio produziert wurde. Er arbeitete bereits mit Ozzy Osbourne und Tom Petty. Das Album ist melodischer und langsamer als seine Vorgänger. Kritiken bezeichnen es als „erwachsener“, was auch daran liegt, dass die Band den erzählten Geschichten diesmal mehr Aufmerksamkeit widmete. Coming Home fand in der ersten Verkaufswoche 38.845 Abnehmer.
Am 16. September 2008 unterschrieb New Found Glory einen Vertrag mit Epitaph Records. Bei dem neuen Label erschien am 10. März 2009 das siebte Studioalbum Not Without a Fight, das mehr an die beiden Teile von From the Screen to Your Stereo erinnert als an das Vorgängeralbum. Die Platte wurde von Mark Hoppus, dem Bassisten von Blink-182, produziert.
New Found Glory trat im Sommer 2009 bei den Musikfestivals Rock am Ring und Rock im Park auf.

## Besetzung

### Aktuelle Mitglieder
- Jordan Isaak Pundik (* 12. Oktober 1979) ist der Sänger von New Found Glory. Ihm hat die Band ihren Namen zu verdanken.
- Chad Gilbert (* 9. März 1981 in Coral Springs, Florida) ist der Leadgitarrist der Band und lebt derzeit in Tyler (Texas). Vor der Gründung von New Found Glory war er Sänger der Metalcore-Band Shai Hulud. Außerdem ist er Gründungsmitglied der Hardcore-Punkband Hazen Street und besitzt zusammen mit dem Bandkollegen Ian Grushka die Plattenfirma Broken Sounds.
- Ian Grushka (* 4. September 1977 in Coral Springs, Florida) ist der Bassist der Band. Vor New Found Glory spielte er zusammen mit Jordan Pundik in den Bands Flip 60 und Inner City Kids. Außerdem besitzt er zusammen mit dem Bandkollegen Chad Gilbert die Plattenfirma Broken Sounds.
- Cyrus Bolooki (* 27. Februar 1980) ist der Schlagzeuger. Er stieg bei New Found Glory ein, nachdem die Gruppe bei einer Talentshow auf sein Können aufmerksam wurde und ihm den Part als Drummer anbot.

### Ehemalige Mitglieder
- Steve Klein (* 30. September 1979) war Gründungsmitglied und Rhythmusgitarrist der Band. Weil er zunächst nicht gut mit seiner Gitarre umgehen konnte, trennte man sich von ihm. Als er gelernt hatte, richtig zu spielen, kehrte er zur Band zurück. Im Dezember 2013 gab die Gruppe die erneute Trennung von Klein bekannt.
- Joe Moreno

## Diskografie

### Studioalben
| Jahr | Titel Musiklabel                                  | Höchstplatzierung, Gesamtwochen, AuszeichnungChartplatzierungen (Jahr, Titel, Musiklabel, Platzierungen, Wochen, Auszeichnungen, Anmerkungen) | Höchstplatzierung, Gesamtwochen, AuszeichnungChartplatzierungen (Jahr, Titel, Musiklabel, Platzierungen, Wochen, Auszeichnungen, Anmerkungen) | Anmerkungen                                                                          |
| Jahr | Titel Musiklabel                                  | UK | US | Anmerkungen                                                                          |
| ---- | ------------------------------------------------- | --- | --- | ------------------------------------------------------------------------------------ |
| 1999 | Nothing Gold Can Stay Eulogy Recordings           | — | — | Erstveröffentlichung: 1. Mai 1999 Produzenten: New Found Glory                       |
| 2000 | From the Screen to Your Stereo Drive-Thru         | UK— ×2DoppelsilberUK | — | Erstveröffentlichung: 28. März 2000 Produzenten: Jeremy Staska, New Found Glory      |
| 2000 | New Found Glory Drive-Thru / MCA                  | — | US107 Gold · (21 Wo.)US | Erstveröffentlichung: 26. September 2000 Produzent: Neal Avron                       |
| 2002 | Sticks and Stones Drive-Thru / MCA                | UK10 Silber · (9 Wo.)UK | US4 Platin · (39 Wo.)US | Erstveröffentlichung: 11. Juni 2002 Produzent: Neal Avron                            |
| 2004 | Catalyst Drive-Thru / Geffen                      | UK27 (3 Wo.)UK | US3 Gold · (19 Wo.)US | Erstveröffentlichung: 18. Mai 2004 Produzent: Neal Avron                             |
| 2006 | Coming Home Drive-Thru / Suretone / Geffen        | UK86 (1 Wo.)UK | US19 (6 Wo.)US | Erstveröffentlichung: 19. September 2006 Produzenten: New Found Glory, Thom Panunzio |
| 2007 | From the Screen to Your Stereo Part II Drive-Thru | — | US42 (2 Wo.)US | Erstveröffentlichung: 18. September 2007 Produzenten: New Found Glory                |
| 2009 | Not Without a Fight Bridge Nine                   | UK83 (1 Wo.)UK | US12 (4 Wo.)US | Erstveröffentlichung: 10. März 2009 Produzent: Mark Hoppus                           |
| 2011 | Radiosurgery Epitaph                              | UK74 (1 Wo.)UK | US26 (2 Wo.)US | Erstveröffentlichung: 4. Oktober 2011 Produzent: Neal Avron                          |
| 2013 | Mania Bridge Nine                                 | — | — | Erstveröffentlichung: 29. April 2013                                                 |
| 2014 | Resurrection Hopeless                             | — | US25 (2 Wo.)US | Erstveröffentlichung: 7. Oktober 2014 Produzenten: Paul Miner, New Found Glory       |
| 2017 | Makes Me Sick Hopeless                            | UK55 (1 Wo.)UK | US40 (1 Wo.)US | Erstveröffentlichung: 28. April 2017 Produzent: Aaron Sprinkle                       |
| 2019 | From the Screen to Your Stereo 3 Hopeless Records | — | US133 (1 Wo.)US | Erstveröffentlichung: 3. Mai 2019                                                    |
| 2020 | Forever + Ever x Infinity Hopeless                | — | US135 (1 Wo.)US | Erstveröffentlichung: 19. Juni 2020 Produzent: Steve Evetts                          |
| 2021 | December's Here Hopeless                          | — | — | Erstveröffentlichung: 3. Dezember 2021                                               |
| 2023 | Make the Most of It Hopeless                      | — | — | Erstveröffentlichung: 20. Januar 2023                                                |

### Livealben
| Jahr | Titel Musiklabel                           | Höchstplatzierung, Gesamtwochen, AuszeichnungChartsChartplatzierungen (Jahr, Titel, Musiklabel, Platzierungen, Wochen, Auszeichnungen, Anmerkungen) | Anmerkungen                                                                                            |
| Jahr | Titel Musiklabel                           | US | Anmerkungen                                                                                            |
| ---- | ------------------------------------------ | --- | --- |
| 2013 | Kill It Live Bridge Nine / Violently Happy | US133 (1 Wo.)US | Erstveröffentlichung: 8. Oktober 2013 Aufnahmen: Chain Reaction, Anaheim / BuzzBomb Sound Labs, Orange |

### Kompilationen
| Jahr | Titel Musiklabel | Höchstplatzierung, Gesamtwochen, AuszeichnungChartsChartplatzierungen (Jahr, Titel, Musiklabel, Platzierungen, Wochen, Auszeichnungen, Anmerkungen) | Anmerkungen                         |
| Jahr | Titel Musiklabel | US | Anmerkungen                         |
| ---- | ---------------- | --- | ----------------------------------- |
| 2008 | Hits Geffen      | US167 (1 Wo.)US | Erstveröffentlichung: 18. März 2008 |
| 2013 | Icon Geffen      | — | Erstveröffentlichung: 19. März 2013 |

### EPs
| Jahr | Titel Musiklabel | Höchstplatzierung, Gesamtwochen, AuszeichnungChartsChartplatzierungen (Jahr, Titel, Musiklabel, Platzierungen, Wochen, Auszeichnungen, Anmerkungen) | Anmerkungen                                                                                              |
| Jahr | Titel Musiklabel | US | Anmerkungen                                                                                              |
| ---- | --- | --- | --- |
| 1997 | It’s All About the Girls Fiddler                                                                                               | — | Erstveröffentlichung: 20. Dezember 1997 Produzenten: James Wisner, New Found Glory                       |
| 2008 | Tip of the Iceberg Inn-n-Out                                                                                                   | US136 (1 Wo.)US | Erstveröffentlichung: 29. April 2008 Produzenten: New Found Glory, International Superheroes of Hardcore |
| 2009 | Not Without a Heart Once Nourished by Sticks and Stones Within Blood Ill – Tempered Misanthropy Pure Gold Can Stay Bridge Nine | — | Erstveröffentlichung: 26. März 2009 Limited Tour-Split-EP mit Shai Hulud                                 |
| 2010 | Swiss Army Bro-Mance Epitaph                                                                                                   | — | Erstveröffentlichung: 1. Februar 2010 Split-EP mit Dashboard Confessional                                |
| 2012 | A Very New Found Glory Christmas Selbstvertrieb                                                                                | — | Erstveröffentlichung: 12. Dezember 2012 Produzenten: New Found Glory                                     |

### Singles
| Jahr | Titel Album                                   | Höchstplatzierung, Gesamtwochen, AuszeichnungChartplatzierungen (Jahr, Titel, Album, Platzierungen, Wochen, Auszeichnungen, Anmerkungen) | Höchstplatzierung, Gesamtwochen, AuszeichnungChartplatzierungen (Jahr, Titel, Album, Platzierungen, Wochen, Auszeichnungen, Anmerkungen) | Anmerkungen                                                     |
| Jahr | Titel Album                                   | UK | US | Anmerkungen                                                     |
| ---- | --------------------------------------------- | --- | --- | --------------------------------------------------------------- |
| 2000 | Hit or Miss (Waited Too Long) New Found Glory | UK58 (2 Wo.)UK | — | Erstveröffentlichung: 17. Juni 2000 Autoren: New Found Glory    |
| 2002 | My Friends Over You Sticks and Stones         | UK30 Silber · (3 Wo.)UK | US85 Gold · (6 Wo.)US | Erstveröffentlichung: 22. Juli 2002 Autoren: New Found Glory    |
| 2002 | Head on Collision Sticks and Stones           | UK64 (1 Wo.)UK | — | Erstveröffentlichung: 15. Oktober 2002 Autoren: New Found Glory |
| 2004 | All Downhill from Here Catalyst               | UK58 (2 Wo.)UK | — | Erstveröffentlichung: 22. März 2004 Autoren: New Found Glory    |
| 2004 | Failure’s Not Flattering Catalyst             | UK67 (2 Wo.)UK | — | Erstveröffentlichung: 26. Oktober 2004 Autoren: New Found Glory |
| 2005 | I Don’t Wanna Know Catalyst                   | UK48 (1 Wo.)UK | — | Erstveröffentlichung: 14. Februar 2005 Autoren: New Found Glory |

Weitere Singles
- 2000: Dressed to Kill
- 2004: Truth of My Youth (Acoustic)
- 2006: It’s Not Your Fault
- 2007: Kiss Me
- 2008: Dig My Own Grave
- 2008: Listen to Your Friends
- 2009: Don’t Let Her Pull You Down
- 2010: Truck Stop Blues
- 2011: Radiosurgery
- 2011: Anthem for the Unwanted
- 2012: Summer Fling, Don’t Mean a Thing
- 2013: Connect the Dots
- 2014: Selfless
- 2014: Ready & Willing
- 2014: Stubborn
- 2015: One More Round
- 2015: Vicious Love (feat. Hayley Williams)
- 2015: Snow
- 2017: Happy Being Miserable
- 2017: Party On Appocalypse
- 2017: The Sound of Two Voices
- 2020: Greatest of All Time
- 2020: Stay Awhile
- 2020: Scarier Than Jason Voorhees At A Campfire
- 2021: The Last Red-Eye
- 2021: Backseat
- 2021: Somber Christmas
- 2022: Dream Born Again
- 2022: Get Me Home

### Videoalben
| Jahr | Titel Label                                       | Anmerkungen                             |
| ---- | ------------------------------------------------- | --------------------------------------- |
| 2002 | The Story so Far MCA / Drive-Thru                 | Erstveröffentlichung: 15. Oktober 2002  |
| 2004 | This Disaster: Live in London Geffen / Drive-Thru | Erstveröffentlichung: 23. November 2004 |

## Auszeichnungen für Musikverkäufe
| Goldene Schallplatte - Japan - 2004: für das Album Sticks and Stones |

Anmerkung: Auszeichnungen in Ländern aus den Charttabellen bzw. Chartboxen sind in ebendiesen zu finden.
| Land/RegionAuszeichnungen für Musikverkäufe (Land/Region, Auszeichnungen, Verkäufe, Quellen) | Silber     | Gold     | Platin  | Verkäufe  | Quellen    |
| -------------------------------------------------------------------------------------------- | ---------- | -------- | ------- | --------- | ---------- |
| Japan (RIAJ)                                                                                 | —          | Gold1    | —       | 100.000   | riaj.or.jp |
| Vereinigte Staaten (RIAA)                                                                    | —          | 3× Gold3 | Platin1 | 2.500.000 | riaa.com   |
| Vereinigtes Königreich (BPI)                                                                 | 3× Silber3 | —        | —       | 320.000   | bpi.co.uk  |
| Insgesamt                                                                                    | 3× Silber3 | 4× Gold4 | Platin1 |           |            |